# Repubblicani napoletani giustiziati nel 1799-1800

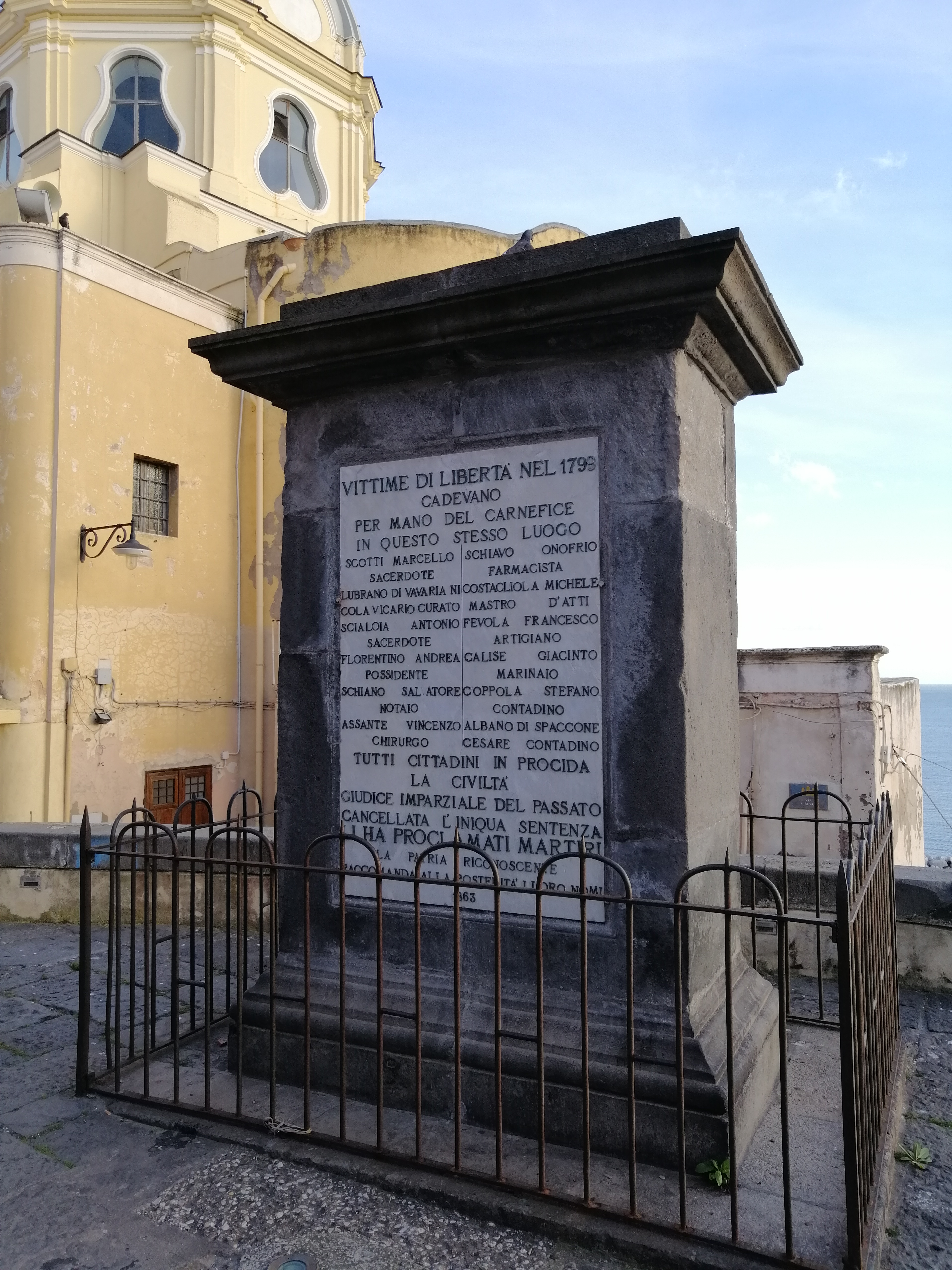
Lapide commemorativa nell'isola di Procida, in Piazza dei Martiri, luogo delle prime esecuzioni

Di seguito si trova un elenco in ordine alfabetico di 122 esponenti della Repubblica Napoletana del 1799 giustiziati in seguito alla repressione borbonica dopo la caduta della repubblica. Tra essi, 119 uomini e tre donne.
Le esecuzioni cominciarono già alcuni giorni prima della caduta della Repubblica, a Procida, il 1º giugno del 1799, per concludersi oltre un anno dopo, con l'esecuzione di Luisa Sanfelice, a Napoli, l'11 settembre 1800.
Le condanne vennero eseguite quasi tutte per impiccagione (ai nobili venne per lo più comminata la decapitazione), tra Procida (nell'attuale Piazza dei Martiri) e Napoli, in piazza del Mercato, luogo storicamente deputato alle esecuzioni.

## A
- Giuseppe Leonardo Albanese[1][2], nato a Noci (Bari) il 30 gennaio 1759, giureconsulto, giustiziato a Napoli il 28 novembre 1799;
- Oronzo Albanese[3], sacerdote, giustiziato a Matera il 30 dicembre 1799;
- Cesare Albano[4], nato a Spaccone di 25 anni circa, contadino, giustiziato a Procida il 1º giugno 1799;
- Bernardo Alberino[4], di 21 anni circa, giustiziato a Procida il 1º giugno 1799;
- Colombo Andreassi[1], nato a Villa Sant'Angelo (L'Aquila) il 19 ottobre 1770, avvocato, giustiziato a Napoli il 31 ottobre 1799;
- Gennaro Felice Arcucci[1], nato a Capri il 5 gennaio 1738, medico, giustiziato a Napoli il 18 marzo 1800;
- Vincenzo Assante[4], nato a Procida, di 55 anni, chirurgo, giustiziato a Procida il 1º giugno 1799;
- Pasquale Assisi[1], nato a Cosenza il 5 gennaio 1750, ufficiale di fanteria, giustiziato a Napoli il 14 ottobre 1799;
- Francesco Antonio Astore[1], nato a Casarano (Lecce) il 28 agosto 1742, avvocato, giustiziato a Napoli il 30 settembre 1799;

## B

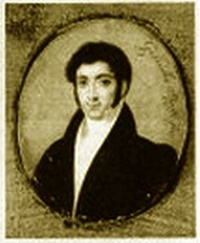
Ritratto di Pasquale Baffi

- Pasquale Baffi[1][2], nato a Santa Sofia d'Epiro l'11 luglio 1749, professore dell'università di lingua e letteratura greca, bibliotecario dell'Accademia Ercolanese, giustiziato a Napoli l'11 novembre 1799;
- Francesco Bagno[1][2], nato a Cesa (Caserta) il 26 giugno 1774, professore di medicina nell'Ospedale degli Incurabili, giustiziato a Napoli il 28 novembre 1799;
- Pasquale Battistessa[5], nato a Centurano (Caserta), commissario del dipartimento del Cilento, giustiziato a Ischia il 23 luglio 1799;
- Giuseppe Carlo Belloni[1], nato a Vicenza il 4 febbraio 1754, minore osservante di Santa Maria la Nova, giustiziato a Napoli il 13 luglio 1799;
- Domenico Bisceglia[1], nato a Donnici (Cosenza) il 3 gennaio 1756, avvocato, giustiziato a Napoli il 28 novembre 1799;
- Luigi Bozzaotra[1], nato a Massa Lubrense il 20 agosto 1763, notaio, giustiziato a Napoli il 22 ottobre 1799;
- Francesco Buonocore[4], nato a Ischia il 30 novembre 1769, comandante d'artiglieria del castello d'Ischia, giustiziato a Procida il 1º giugno 1799;

## C

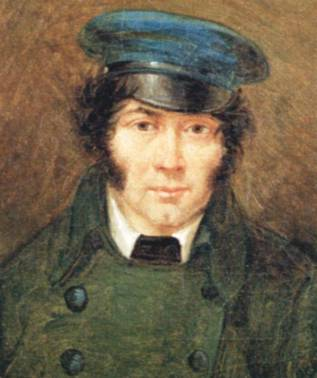
Ritratto dell'ammiraglio Caracciolo

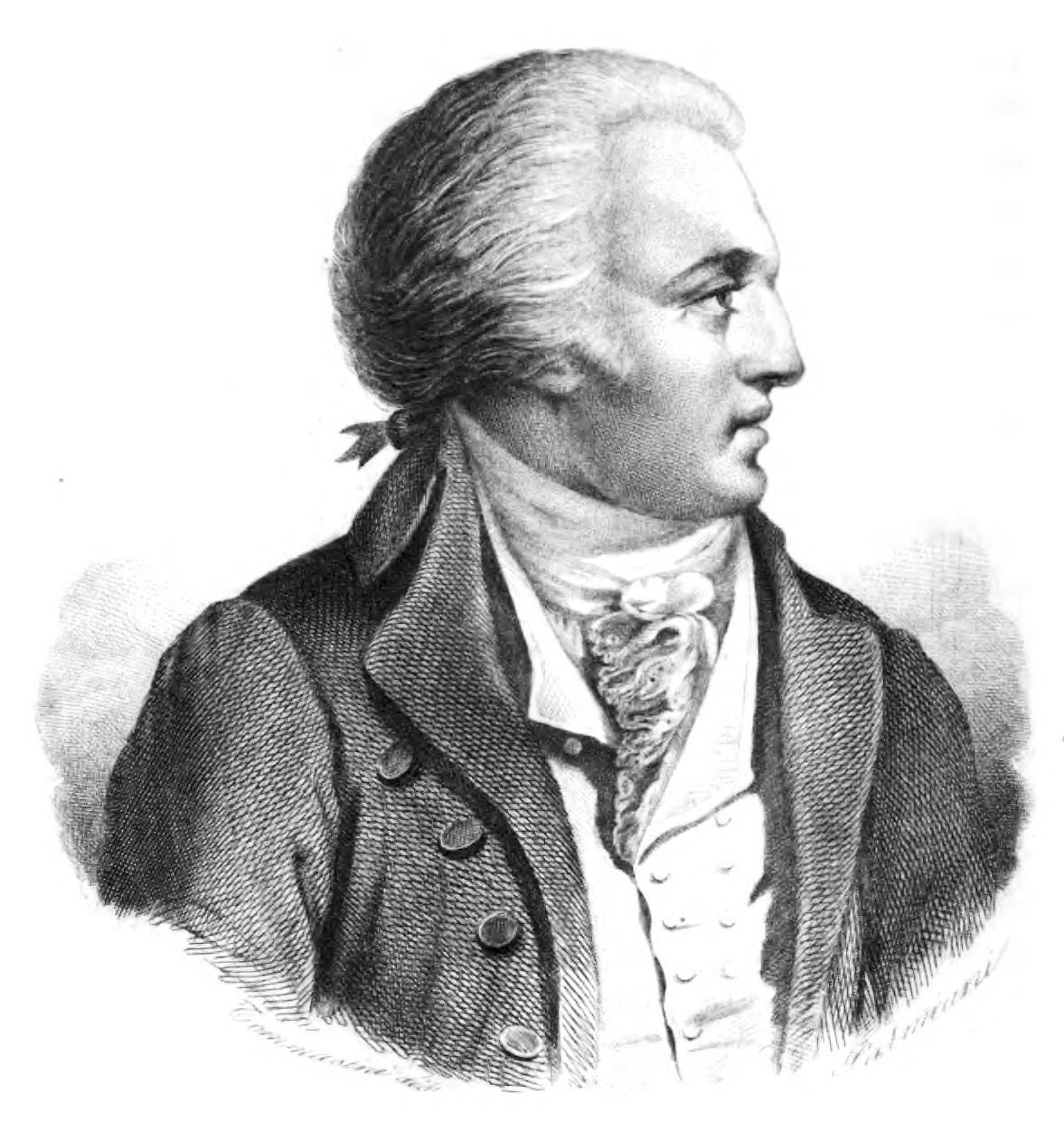
Ritratto di Ignazio Ciaia

- Cristoforo Grossi [6] , di Lagonegro di anni 29 Studente di medicina, fu giustiziato in Piazza del Mercato il 1º febbraio 1800 e sepolto nella chiesa adiacente del Carmine Maggiore;
- Giuseppe Cacace[4], di Napoli di 21 anni circa, giustiziato a Procida il 1º giugno 1799;
- Giacomo Calise[4], nato a Procida di 36 anni, marinaio, giustiziato a Procida il 1º giugno 1799;
- Giuseppe Cammarota[1], nato ad Atripalda (Avellino) il 27 luglio 1764, impiegato, giustiziato a Napoli il 4 gennaio 1800;
- Saverio Caputo[1], marchese della Petrella, nato a Napoli nel 1757, olivetano di Sant'Anna de' Lombardi, professore di teologia, giustiziato a Napoli il 31 ottobre 1799;
- Francesco Caracciolo[1][2], nato a Napoli il 18 gennaio 1752, ammiraglio, giustiziato a Napoli il 29 giugno 1799;
- Ettore Carafa[1][2], conte di Ruvo e duca di Andria, nato ad Andria il 10 agosto 1763, giustiziato a Napoli il 4 settembre 1799;
- Niccolò Carlomagno[1][2], nato a Verbicaro o Lauria nel 1761, avvocato, e giustiziato a Napoli il 13 luglio 1799;
- Ignazio Ciaia[1][2], nato a Fasano (Brindisi) il 27 giugno 1766, letterato, giustiziato a Napoli il 29 ottobre 1799;
- Michele Ciampriamo[4], nato a Napoli, di 41 anni, giustiziato a Procida il 1º giugno 1799;
- Michelangelo Cicconi[1], nato a Morro d'Oro (Teramo) il 17 gennaio 1751, dei chierici regolari della Pietrasanta, giustiziato a Napoli il 18 gennaio 1800;
- Domenico Cirillo[1][2], nato a Grumo Nevano il 10 aprile 1739, medico, botanico e professore universitario, giustiziato a Napoli il 29 ottobre 1799;
- Giuliano Colonna[1][2], principe di Aliano, nato a Napoli il 3 ottobre 1769, giustiziato a Napoli il 20 agosto 1799;
- Francesco Conforti[1][2], nato a Calvanico (Salerno) il 7 gennaio 1743, sacerdote, professore di storia, giustiziato a Napoli il 7 dicembre 1799;
- Michele Costagliola[4], nato a Procida, di 23 anni, giustiziato a Procida il 1º giugno 1799;
- Giuseppe Cotitta[1], nato a Napoli nel 1761, albergatore, giustiziato a Napoli l'8 luglio 1799;

## D
- Ercole D'Agnese[1], nato a Piedimonte Matese il 3 maggio 1745, professore universitario di filosofia del diritto e, in seguito, presidente della Repubblica Partenopea, giustiziato a Napoli il 1º ottobre 1799, seppure nobile, per impiccagione. Fu giustiziato, sebbene versasse in condizioni disperate a causa degli effetti del veleno che ingurgitò per sfuggire all'esecuzione, a Piazza del Carmine a Napoli;
- Leopoldo D'Alessandro[4], nato a Ischia, di 24 anni, giustiziato a Procida il 1º giugno 1799;
- Antonio D'Avella[1] (detto Pagliuchella), nato a Napoli nel 1739, oliandolo, giustiziato a Napoli il 29 agosto 1799;
- Onofrio De Colaci[1], nato a Parghelia (Catanzaro) il 25 aprile 1746, magistrato, giustiziato Napoli il 22 ottobre 1799;
- Vincenzo De Filippis[1][2], nato a Tiriolo (Catanzaro) il 4 aprile 1749, professore di matematiche nell'università di Bologna, giustiziato a Napoli il 28 novembre 1799;
- Luigi de Cesbron[1][2], Cavaliere e Signore de la Grennelais, nato a Porto Longone (Isola d'Elba) il 15 settembre 1762, comandante della fregata Aretusa, giustiziato a Napoli l'8 febbraio 1800;
- Antonio De Luca[4], nato a Ischia, di 62 anni circa, sacerdote, giustiziato a Procida il 1º giugno 1799;
- Gaetano De Marco[1], nato a Napoli nel 1759, maestro di scherma, giustiziato a Napoli il 29 agosto 1799;
- Filippo De Marini[1], principe di Striano e marchese di Genzano, nato a Napoli il 2 maggio 1778, giustiziato a Napoli il 1º ottobre 1799;
- Nicola De Meo[1], nato a Napoli nel 1749, dei padri crociferi, giustiziato a Napoli il 30 settembre] 1799;
- Leopoldo De Renzis[1], barone di Montanaro, nato a Napoli nel 1749, colonnello di fanteria, giustiziato a Napoli il 12 dicembre 1799;
- Giambattista De Simone[1], nato a Napoli nel 1771, giustiziato a Napoli l'8 febbraio 1800;
- Vincenzo D'Ischia[1], nato a Gaeta il 6 aprile 1779, impiegato, giustiziato a Napoli il 7 dicembre 1799;
- Antonio Raffaello Doria[1], oriundo di Genova, nato a Crotone l'11 giugno 1766, tenente di vascello, giustiziato a Napoli il 7 dicembre 1799;
- Francesca De Carolis[7] nata a San Marco in Lamis nel 1755, giustiziata a Tito (Potenza) il 27 maggio 1799

## F

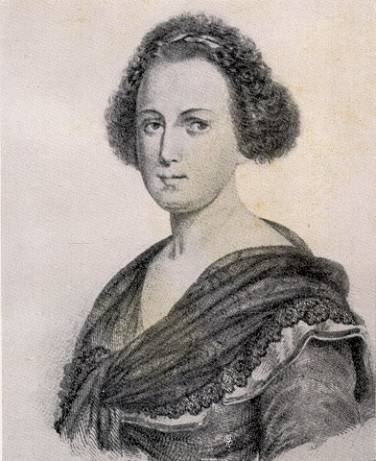
Ritratto di Eleonora Fonseca Pimentel

- Ignazio Falconieri[1][2], nato a Monteroni di Lecce il 16 febbraio 1755, sacerdote, professore di eloquenza, giustiziato a Napoli il 31 ottobre 1799;
- Nicola Fasulo[1], nato a Napoli l'11 novembre 1768, avvocato, giustiziato a Napoli il 29 agosto 1799;
- Francesco Federici[1][2], marchese di Pietrastornina, nato a Napoli nel 1735, generale di cavalleria, giustiziato a Napoli il 23 ottobre 1799;
- Francesco Fevola[4], nato a Procida, di 40 anni, artigiano, giustiziato a Procida il 1º giugno 1799;
- Nicola Fiani[1], nato a Torremaggiore (Foggia) il 23 settembre 1757, guardia del corpo, giustiziato a Napoli il 29 agosto 1799;
- Ascanio Filomarino[8], nato a Napoli nel 1751, vulcanologo, giustiziato a Napoli il 18 gennaio 1799;
- Andrea Fiorentino[4], dottore, nato a Vocariello, di 41 anni, possidente, giustiziato a Procida il 1º giugno 1799;
- Nicola Fiorentino[1][2], nato a Pomarico di Basilicata il 3 aprile 1755, avvocato, professore di matematica, giustiziato a Napoli il 12 dicembre 1799;
- Eleonora Fonseca Pimentel[2], nata a Roma il 13 gennaio 1752, direttrice del "Monitore Napoletano", giustiziata a Napoli il 20 agosto 1799;

## G

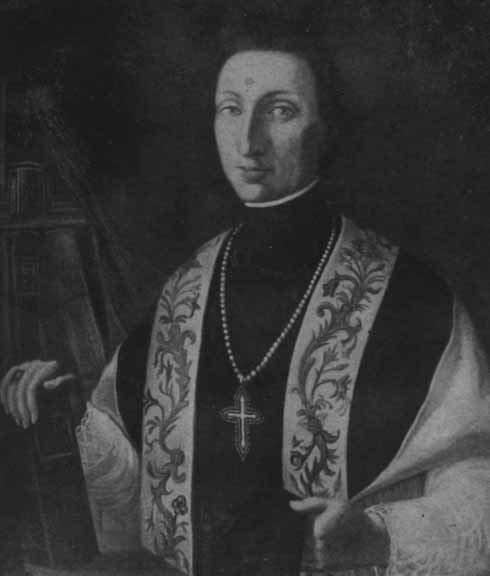
Ritratto di Michele Granata

- Michele Granata[1] (in religione Don Francesco Saverio), nato a Rionero in Vulture (Basilicata) il 25 novembre 1748, provinciale dei Carmelitani, professore dell'accademia militare, giustiziato a Napoli il 12 dicembre 1799;
- Francesco Antonio Grimaldi[1][2], cavaliere gerosolimitano, nato a Seminara (Reggio Calabria) il 1743, colonnello di fanteria, giustiziato a Napoli il 22 ottobre 1799;
- Cristoforo Grossi[1], nato a Lagonegro (Basilicata) il 19 maggio 1771, studente di medicina, giustiziato a Napoli il 1º febbraio 1800;
- Giacomo Antonio Gualzetti[1], nato a Napoli nel 1772, poeta, giustiziato a Napoli il 4 gennaio 1800;
- Giuseppe Guardati[1], nato a Sorrento il 27 febbraio 1765, benedettino di San Severino, professore dell'università, giustiziato a Napoli il 13 novembre 1799;

## I
- Raffaele Iossa[1], nato a Napoli nel 1780, giustiziato a Napoli il 31 ottobre 1799;

## L
- Giuseppe Logoteta[1][2], nato a Reggio Calabria il 12 ottobre 1758, avvocato, giustiziato a Napoli il 28 novembre 1799;
- Niccolò Lubrano di Vavaria[4], nato a Martino, di 66 anni, vicario curato perpetuo in Procida, giustiziato a Procida il 15 giugno 1799;
- Vincenzo Lupo[1], nato a Caggiano (Salerno) il 15 agosto 1755, avvocato, giustiziato a Napoli il 20 agosto 1799;

## M

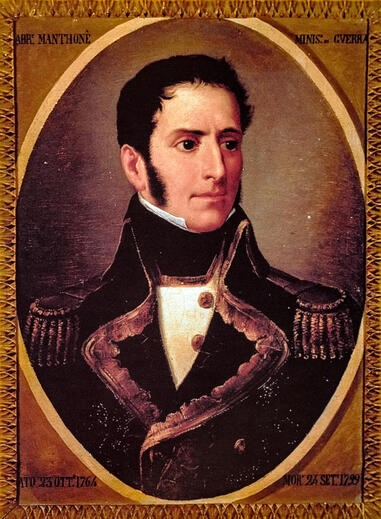
Ritratto di Gabriele Manthoné

- Melchiorre Maffei[1], nato a Napoli nel 1729, impiegato, giustiziato a Napoli il 23 novembre 1799;
- Nicola Magliano[1], nato a Napoli nel 1739, avvocato, giustiziato a Napoli il 19 novembre 1799;
- Gregorio Mancini[1], del ramo di Napoli della nobile famiglia Mancini, nato a Napoli nel 1762, avvocato, giustiziato a Napoli il 3 dicembre 1799;
- Gabriele Manthoné[1][2], nato a Pescara il 23 ottobre 1764, capitano di artiglieria, giustiziato a Napoli il 24 settembre 1799;
- Michele Marino[1], nato a Napoli nel 1753, vinaio (detto 'o pazzo), giustiziato a Napoli il 29 agosto 1799;
- Oronzio Massa[1], duca di Galugnano, nato a Lecce il 18 agosto 1760, maggiore di artiglieria, giustiziato a Napoli il 14 agosto 1799;
- Felice Mastrangelo[1], nato a Montalbano Jonico il 6 aprile 1773, dottore in medicina, giustiziato a Napoli il 14 ottobre 1799;
- Pasquale Matera[1], nato a Sortino (Siracusa) il 28 settembre 1768, generale di fanteria, giustiziato a Napoli il 10 ottobre 1799;
- Gregorio Mattei[1], nato a Montepaone (Catanzaro) il 7 giugno 1761, magistrato, giustiziato a Napoli il 28 novembre 1799;
- Carlo Mauri[1], marchese di Polvica, nato a Napoli nel 1772, giustiziato a Napoli il 14 dicembre 1799;
- Andrea Mazzitelli[1], nato a Parghelia (Catanzaro) il 26 luglio 1753, capitano di fregata, giustiziato a Napoli l'8 febbraio 1800;
- Nicola Mazzola[1], nato a Durazzano (Benevento) il 16 febbraio 1742, notaio, giustiziato a Napoli il 18 gennaio 1800;
- Raffaele Montemayor[1], nato a Napoli nel 1765, tenente di vascello, giustiziato a Napoli l'8 febbraio 1800;
- Gaetano Morgera[1], nato a Forio d'Ischia il 4 gennaio 1770, sacerdote, giustiziato a Napoli il 22 ottobre 1799;
- Carlo Muscari[1], nato a Sant'Eufemia d'Aspromonte (Reggio Calabria) il 18 marzo 1770, avvocato, giustiziato a Napoli il 6 marzo 1800;

## N
- Michele Natale[1], nato a Casapulla (Caserta) il 23 agosto 1751, vescovo di Vico Equense, giustiziato a Napoli il 20 agosto 1799;
- Nicola Neri[1][2], nato ad Acquaviva Collecroce (Molise) il 28 novembre 1761, medico, giustiziato a Napoli il 3 dicembre 1799;
- Pietro Nicoletti[1], nato a Rogliano (Cosenza) il 22 gennaio 1769, impiegato, giustiziato a Napoli il 3 dicembre 1799;

## P

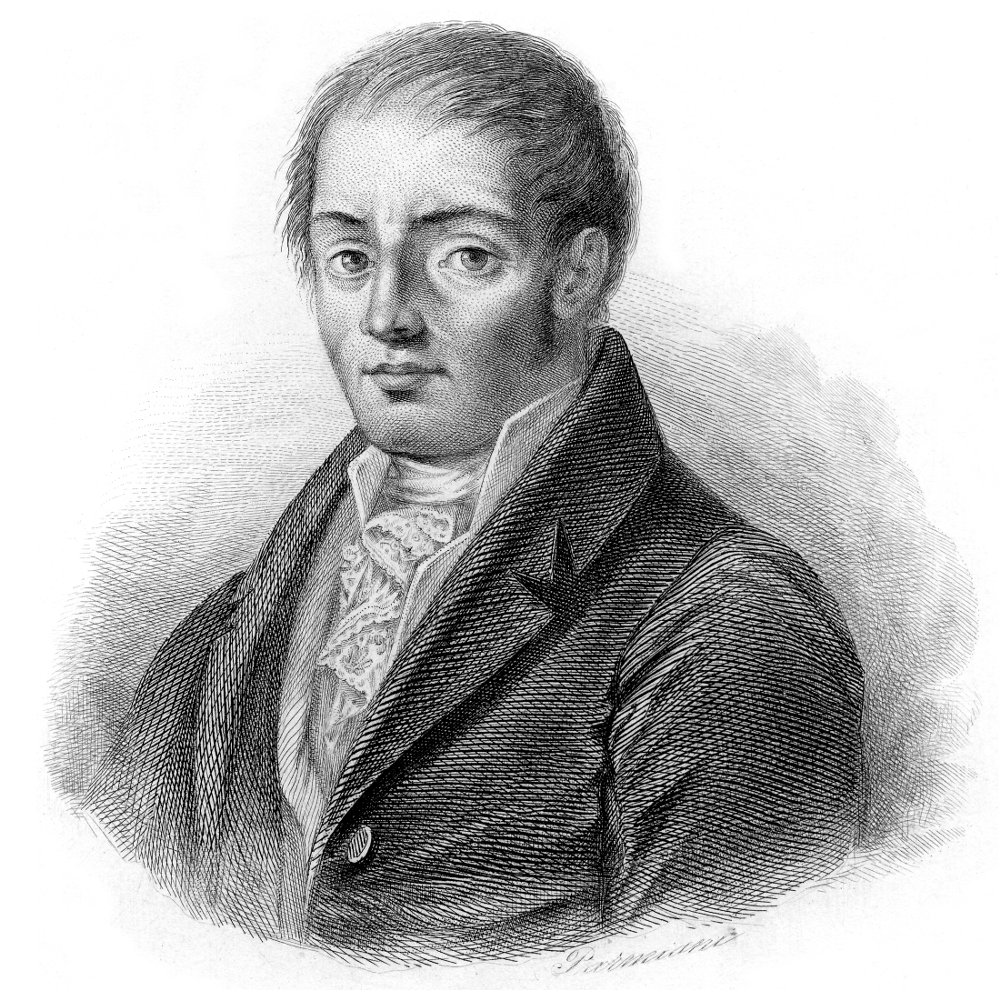
Ritratto dell'illuminista Mario Pagano

- Nicola Pacifico[1], nato a Napoli il 22 giugno 1734, sacerdote, professore di botanica, giustiziato a Napoli il 20 agosto 1799;
- Domenico Antonio Pagano[1], nato a Napoli nel 1763, avvocato, giustiziato a Napoli l'8 ottobre 1799;
- Francesco Mario Pagano[1][2], nato a Brienza (Basilicata) l'8 dicembre 1748, avvocato, professore dell'università, giustiziato a Napoli 29 ottobre 1799;
- Nicola Palomba[1][2], nato ad Avigliano di Basilicata il 23 ottobre 1746, sacerdote e commissario generale del Dipartimento del Bradano, giustiziato a Napoli il 14 ottobre 1799;
- Giustiniano Palomba,fratello del precedente, nato ad Avigliano di Basilicata il 3 Settembre 1751, avvocato e ufficiale della doganella del sale, giustiziato a Matera il 31 Marzo 1800;
- Gian Leonardo Palombo[1], nato a Campobasso il 23 luglio 1749, avvocato, giustiziato a Napoli il 9 novembre 1799;
- Domenico Perla[1], nato a Palermo nel 1765, impiegato, giustiziato a Napoli il 6 luglio 1799;
- Antonio Piatti[1], nato a Trieste il 7 aprile 1771, banchiere, giustiziato a Napoli il 20 agosto 1799;
- Domenico Piatti[1], nato a Trieste nel 1746, banchiere, giustiziato a Napoli il 20 agosto 1799;
- Giorgio Vincenzo Pigliacelli[1], nato a Tossicia (Teramo) il 7 febbraio 1751, avvocato, giustiziato a Napoli il 29 ottobre 1799;
- Ferdinando Pignatelli[1][2], principe di Strongoli, nato a Napoli il 21 settembre 1769, giustiziato a Napoli il 30 settembre 1799;
- Mario Pignatelli[1][2], nato a Napoli il 12 luglio 1773, fratello di Ferdinando, giustiziato a Napoli il 30 settembre 1799;
- Gaspare Pucci[1], nato a Sambuca Zabut (Agrigento) il 6 settembre 1774, chierico studente di medicina, giustiziato a Napoli il 1º febbraio 1800;

## R
- Giuseppe Riario Sforza[1][2], marchese di Corleto, nato a Napoli il 5 maggio 1778, giustiziato a Napoli il 22 ottobre 1799;
- Nicola Ricciardi[1], nato a Casertavecchia il 4 aprile 1776, ufficiale dell'esercito, giustiziato a Napoli il 4 gennaio 1800;
- Carlo Romeo[1], nato a Guardialfiera (Campobasso) nel 1755, avvocato, giustiziato a Napoli il 12 dicembre 1799;
- Clino Roselli[1], nato nell'attuale Esperia (Frosinone) il 14 marzo 1754, professore di ingegneria nell'Accademia Militare della Nunziatella, giustiziato a Napoli il 28 novembre 1799;
- Luigi Rossi[1], nato a Montepaone (Catanzaro) il 20 gennaio 1773, avvocato, giustiziato a Napoli l'8 novembre 1799;
- Nicola Maria Rossi[1], nato a Laurino (Salerno) il 6 dicembre 1733, professore dell'università, giustiziato a Napoli l'8 ottobre 1799;
- Prosdocimo Rotondo[1], nato a Gambatesa (Molise) il 14 aprile 1757, avvocato, giustiziato a Napoli il 30 settembre 1799;
- Antonio Ruggi d'Aragona[1], nato a Salerno nel 1758, avvocato, giustiziato a Napoli il 23 novembre 1799;
- Ferdinando Ruggi d'Aragona[1], nato a Salerno il 13 maggio 1760, tenente di vascello, commissario del Dipartimento del Sele, giustiziato a Napoli il 7 dicembre 1799.
- Eleuterio Ruggiero[1], nato a Capua l'11 dicembre 1772, capitano di fanteria, giustiziato a Napoli il 20 gennaio 1800;
- Gaetano Russo[1], nato a Napoli nel 1759, colonnello del reggimento di fanteria del Re, giustiziato a Napoli il 3 agosto 1799;
- Vincenzo Russo[1][2], nato a Palma Campania il 16 giugno 1770, avvocato, giustiziato a Napoli il 19 novembre 1799;

## S

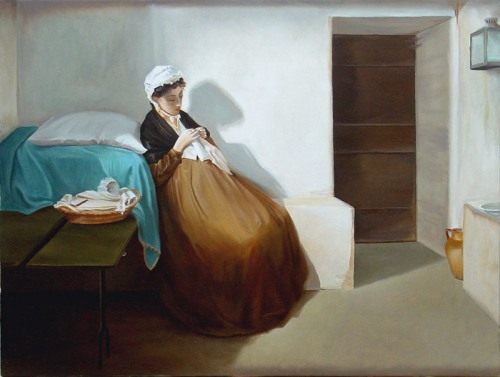
Luisa Sanfelice nel sua cella carceraria - dipinto di Gioacchino Toma

- Luisa Sanfelice De Molino[1], nata a Napoli il 6 gennaio 1763, giustiziata a Napoli l'11 settembre 1800;
- Antonio Sardelli[1], nato a San Vito dei Normanni (Brindisi) il 18 aprile 1776, avvocato, giustiziato a Napoli il 7 dicembre 1799;
- Onofrio Schiavo[4], nato a Procida di 64 anni, farmacista, giustiziato a Procida il 1º giugno 1799;
- Salvatore Schiano[4], nato a Procida di 53 anni, notaio, giustiziato a Procida il 1º giugno 1799;
- Giuseppe Schipani[9] dei duchi di Diano (di Salerno), di 60 anni, generale, giustiziato a Ischia il 19 luglio 1799;
- Antonio Scialoja[4], nato a Procida di 51 anni, sacerdote, giustiziato a Procida il 15 giugno 1799;
- Marcello Eusebio Scotti[1][2][4], nato a Napoli il 9 luglio 1742, sacerdote in Procida, giustiziato a Napoli il 4 gennaio 1800;
- Libero Serafini[10], nato ad Agnone, notaio, giustiziato il 11 giugno 1799 ad Avellino.
- Gennaro Serra di Cassano[1][2], nato a Portici (Napoli) il 30 ottobre 1772, giustiziato a Napoli il 20 agosto 1799;
- Giuseppe Sieyes[1], nato a Napoli nel 1763, negoziante vice-console di Francia, giustiziato a Napoli il 24 settembre 1799;
- Agamennone Spanò[11], di Reggio Calabria, di 34 anni, generale e comandante della Guardia Nazionale, giustiziato ad Ischia il 19 luglio 1799;

## T
- Antonio Tocco[1], nato a Napoli nel 1772, avvocato, giustiziato a Napoli il 14 ottobre 1799;
- Antonio Tramagli[1], Conte Palatino, Grand'Ufficiale, Avvocato Cassazionista, nato a Napoli nel 1771, giustiziato per decapitazione a Napoli il 7 luglio 1799;
- Domenico Vincenzo Troisi[1][2], nato a Rocca Gorga (Latina) il 23 dicembre 1749, prete dei Vergini di Napoli, professore dell'università, giustiziato a Napoli il 24 ottobre 1799;

## V
- Giovanni Varanese[1], nato a Monacilioni (Campobasso) il 13 luglio 1777, studente di medicina, giustiziato a Napoli il 22 ottobre 1799;
- Luigi Verneau[12], di Ponza, figlio di Francesco, castellano di Ponza, giustiziato a Ponza il 15 giugno 1799;
- Giovanni Andrea Vitagliano[1][2], nato a Porto Longone (Isola d'Elba) il 23 luglio 1761, orologiaio, giustiziato a Napoli il 20 luglio 1799.